# Grand Alatau

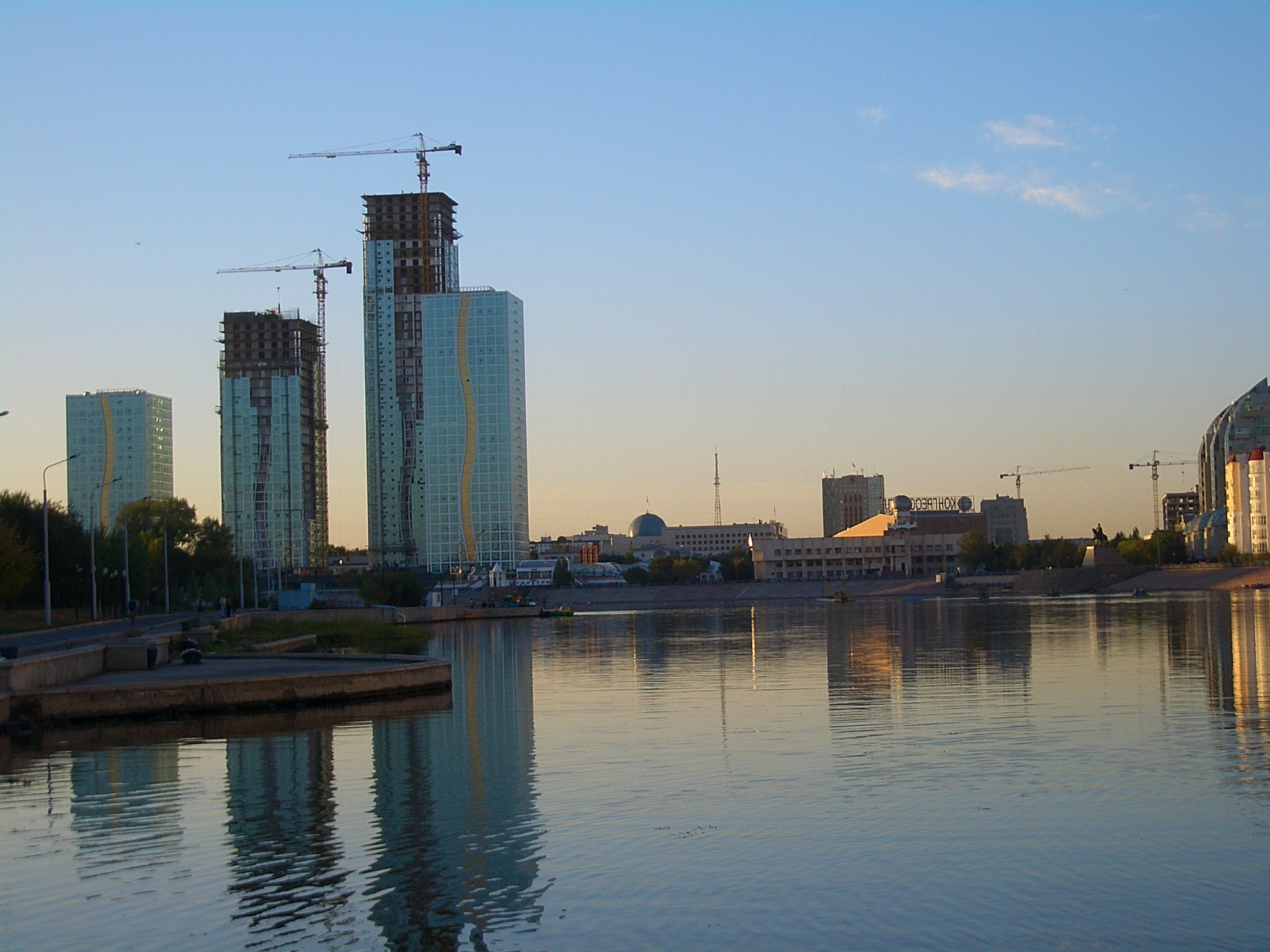
Grand Alatau im September 2007

Das Grand Alatau ist ein Komplex aus vier Wolkenkratzern in der kasachischen Hauptstadt Astana.
Baubeginn des Projekts war 2006, im Jahr 2008 wurden die Gebäude fertiggestellt. Die Türme mit 20, 28, 38 und 43 Etagen werden hauptsächlich als Wohnraum genutzt. Das Höchste der vier Gebäude hatte seine Gesamthöhe von 144 Metern bereits 2008 erreicht, wurde jedoch erst 2009 eröffnet. Die Kosten für das Bauprojekt am Ufer des Flusses Ischim betrugen 250 Millionen USD.